# Райнберг, Ян Людвигович
Ян (Янис) Людвигович Райнберг (латыш. Jānis Rainbergs; 1901 — 1944) — советский военнослужащий. Участник Гражданской и Великой Отечественной войн. Герой Советского Союза (1944, посмертно). Гвардии подполковник.

## Биография
Ян Людвигович Райнберг родился 27 января 1901 года в губернском городе Риге Российской империи (ныне столица Латвийской Республики) в семье портового рабочего. Латыш.
Учился в гимназии. Во время Первой мировой войны семья Райнбергов переехала в Екатеринослав. Здесь Ян окончил горное училище, но поработать на шахте ему не довелось. В 1917—1919 годах Екатеринослав пережил революционные потрясения, падение Донецко-Криворожской советской республики, германскую оккупацию и режим гетмана П. П. Скоропадского, набеги петлюровцев и погромы махновцев. 26 января 1919 года особый отряд под командованием П. Е. Дыбенко занял Екатеринослав, на некоторое время установив в городе Советскую власть, и весной того же года восемнадцатилетний Ян Райнберг добровольно вступил в ряды Рабоче-крестьянской Красной Армии. Сражаясь на Украинском, Южном и Юго-Западном фронтах Гражданской войны, Ян Райнберг участвовал в боях с отрядами армии Украинской Народной Республики, подавлении мятежа атамана Н. А. Григорьева, отражении наступления Вооружённых сил Юга России. Отличившийся в боях красноармеец был награждён орденом Красного Знамени и направлен на учёбу в высшую стрелково-тактическую школу командного состава, которую он окончил в конце 1920 года. Военную службу молодой красный командир продолжил в Монголии, где участвовал в разгроме Азиатской дивизии барона Р. Ф. Унгерна. После окончания Гражданской войны Ян Райнберг продолжал службу в армии. В 1932 году он окончил курсы усовершенствования командного состава «Выстрел». В запас Я. Л. Райнберг уволился с должности командира пулемётного батальона в 1938 году. Жил в городе Харьков. С сентября 1940 года работал начальником кафедры военной и физической подготовки Харьковского авиационного института. С началом Великой Отечественной войны в 1941 году Ян Райнберг вместе с учебным заведением эвакуировался в Казань, где занимался подготовкой военных кадров для фронта.
Вновь в Красную Армию Я. Л. Райнберг был призван Казанским городским военкоматом в ноябре 1942 года и в звании майора направлен в 43-ю гвардейскую Латышскую дивизию. В боях с немецко-фашистскими захватчиками Ян Райнберг с 26 декабря 1942 года на Северо-Западном фронте в должности заместителя командира 125-го гвардейского стрелкового полка по строевой части. Войска Северо-Западного фронта в это время вели тяжёлые бои по ликвидации Демянского котла. В ходе начавшейся очередной наступательной операции перед дивизией командующим 11-й армией была поставлена задача овладеть сильно укреплёнными пунктами немецкой обороны Симаново, Сорокино и Радово, прикрывавшими рамушевский коридор с севера, и выйти на рубеж реки Пола в районе посёлка Колома. В результате наступательных действий, подразделения 125-го гвардейского стрелкового полка при поддержке других соединений дивизии 28 декабря овладели деревней Сорокино и вышли на подступы к деревне Радово, где столкнулись с ожесточённым сопротивлением противника. Вечером 1 января 1943 года гвардии майор Я. Л. Райнберг с небольшой группой солдат сумел скрытно выйти на окраину деревни и неожиданной атакой навёл панику в стане врага, что позволило 1-му стрелковому батальону полка под командованием гвардии капитана П. Б. Ванзовича быстро овладеть опорным пунктом немцев. Закрепившись в деревне, гвардейцы отразили несколько контратак противника, уничтожив при этом до 250 солдат и офицеров вермахта. В целом же дивизии не удалось выполнить поставленную боевую дивизию, и 25 января 1943 года она была выведена в резерв фронта.
Перед началом операции «Полярная Звезда» 43-я гвардейская стрелковая дивизия была включена в состав 27-й армии. Латышским гвардейцам предстояло, наступая в направлении Нагаткино, прорвать сильно укреплённую линию обороны противника у село Пенно и овладеть западным берегом реки Порусья. Гвардии майор Я. Л. Райнберг отличился при штурме вражеских укреплений в период со 2 по 15 марта 1943 года. Находясь непосредственно в боевых порядках полка, он в исключительно тяжёлых условиях боя организовал эффективное взаимодействие между батальонами, умелыми и тактически грамотными действиями обеспечил взятие оборонительного вала противника. 15 марта 1943 года Латышская дивизия была переброшена под Старую Руссу, где отразила контрудар противника. С апреля по май 1943 года в составе 34-й и 68-й армий части дивизии держали оборону к югу от Старой Руссы, прикрывая шоссе Старая Русса — Холм, после чего были выведены в резерв. До января 1944 года дивизия в боях не участвовала. Только к 11 января 1944 года дивизия была переброшена в район Великих Лук и была включена в состав 22-й армии 2-го Прибалтийского фронта. Я. Л. Райнберг, получивший к этому времени звание гвардии подполковника, особо отличился во время Ленинградско-Новгородской операции, в ходе которой была окончательно снята блокада Ленинграда.
В ходе предстоявшего наступления перед латышскими гвардейцами стояла нелёгкая задача: действуя на насвенском направлении, прорвать сильно укреплённую и глубоко эшелонированную оборону противника, которую немцы строили и оборудовали 13 месяцев. Линия немецкой обороны располагалась в сильно пересечённой холмистой местности и была насыщена ДОТами, ДЗОТами и инженерными заграждениями. Для выполнения особого задания командования в тылу врага была сформирована подвижная группа, в которую вошёл 3-й батальон 125-го гвардейского стрелкового полка 43-й гвардейской стрелковой дивизии и отдельный лыжный батальон 33-й стрелковой дивизии. Сводный отряд общей численностью до 500 человек возглавил гвардии подполковник Я. Л. Райнберг. Отряд должен был преодолеть укреплённую полосу обороны немцев и, выйдя в их тылы, в районе деревни Монаково перерезать все транспортные пути и не допустить переброску противником резервов на направление главного удара 22-й армии. В ночь на 14 января 1944 года подвижная группа гвардии подполковника Райнберга прорвала оборону немцев у деревни Федорухново. Выйдя в тыл немцев, Ян Райнберг со своими бойцами перерезал железную дорогу Новосокольники — Дно, и выведя из строя железнодорожное полотно, стремительным маршем двинулся к деревне Монаково. Чтобы не терять бойцов при штурме опорного пункта противника, Райнберг принял смелое решение — подходить к деревне не цепями, а в походной колонне. Открыто идущую к деревне колонну солдат, одетых в белые маскхалаты, немецкое охранение действительно приняло за своих. Это позволило бойцам Райнберга стремительно ворваться в населённый пункт и полностью разгромить размещавшийся там штаб немецкого сапёрного батальона, захватить его знамя, штабные документы и взять 26 пленных во главе с обер-лейтенантом. Немцы, однако, быстро опомнились и бросили на ликвидацию прорыва свыше полка пехоты при поддержке танков и артиллерии. Грамотно организовав оборону, в ходе двенадцатичасового непрерывного боя силами отряда Ян Райнберг отразил 8 танковых атак противника и 3 атаки вражеской пехоты. Во время боя он появлялся на самых сложных участках обороны и личным примером мужества и отваги воодушевлял своих бойцов, вселял в них уверенность в победе. Постепенно немцам удалось вывести из строя все противотанковые ружья, а запас гранат подошёл к концу. Осмелевшие немецкие танкисты подходили к позициям советских солдат на 30 — 40 метров и вели огонь в упор. Один из снарядов попал в дом на окраине деревни, где в тот момент находился гвардии подполковник Я. Л. Райнберг. Он погиб. Павшего смертью храбрых командира заменил гвардии капитан Г. Т. Пономаренко, который отразил ещё 8 атак противника и продержался до подхода подкреплений. Всего в бою за деревню Монаково сводный отряд Райнберга — Пономаренко уничтожил 9 вражеских танков и до трёх батальонов пехоты.
За образцовое выполнение боевых заданий командования на фронте борьбы с немецкими захватчиками и проявленные при этом отвагу и геройство указом Президиума Верховного Совета СССР от 4 июня 1944 года гвардии подполковнику Райнбергу Яну Людвиговичу было присвоено звание Героя Советского Союза посмертно. Похоронен Я. Л. Райнберг на братском воинском кладбище в деревне Монаково Насвинской волости Новосокольнического района Псковской области.

## Награды
- Медаль «Золотая Звезда» (04.06.1944, посмертно);
- орден Ленина (04.06.1944, посмертно);
- орден Красного Знамени (?);
- орден Отечественной войны 2-й степени (17.09.1943);
- медаль «За боевые заслуги» (21.03.1943).

## Память

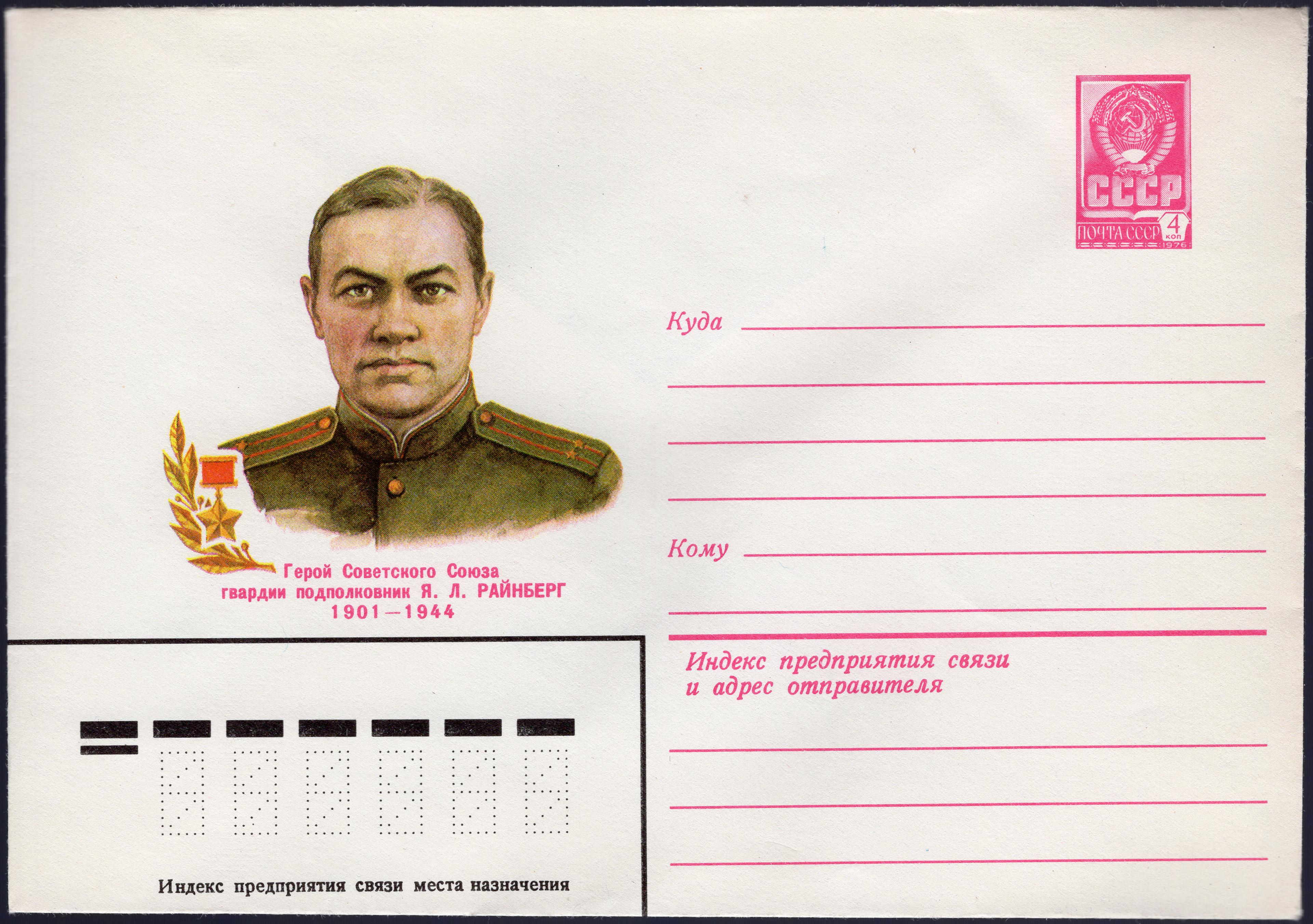
Герой Советского Союза Я. Л. Райнберг на конверте почты СССР

- Памятник Герою Советского Союза Я. Л. Райнбергу установлен в посёлке Мурьяни (Murjāņi) Сейского края Латвийской Республики, снесён[8].
- Имя Яниса Райнберга с 1965 по 1995 год носил бульвар в Риге (ныне — бульвар Александра Грина).
- Мемориальная доска в честь Героя Советского Союза Я. Л. Райнберга установлена в Харькове на здании Национального аэрокосмического университета имени Н. Е. Жуковского.
- Именем Героя Советского Союза Я. Л. Райнберга был назван рыболовный траулер РВ-7505 типа «Суператлантик»[9], построенный в 1974 году в ГДР для Рижской базы тралового флота (РБТФ).

## Документы
- Общедоступный электронный банк документов «Подвиг Народа в Великой Отечественной войне 1941—1945 гг.» Дата обращения: 14 октября 2013. Архивировано из оригинала 11 мая 2017 года.

Представление к званию Героя Советского Союза и указ ПВС СССР о присвоении звания.
Орден Отечественной войны 2-й степени (наградной лист и приказ о награждении).
Медаль «За боевые заслуги» (наградной лист и приказ о награждении).
- Обобщённый банк данных «Мемориал». Архивировано из оригинала 10 мая 2012 года.

ЦАМО, ф. 33, оп. 11458, д. 284.
ЦАМО, ф. 3, оп. 11458, д. 219.